# Macromitrium semperi
Macromitrium semperi är en bladmossart som beskrevs av C. Müller 1874. Macromitrium semperi ingår i släktet Macromitrium och familjen Orthotrichaceae. Inga underarter finns listade i Catalogue of Life.